# Rozenblaadje

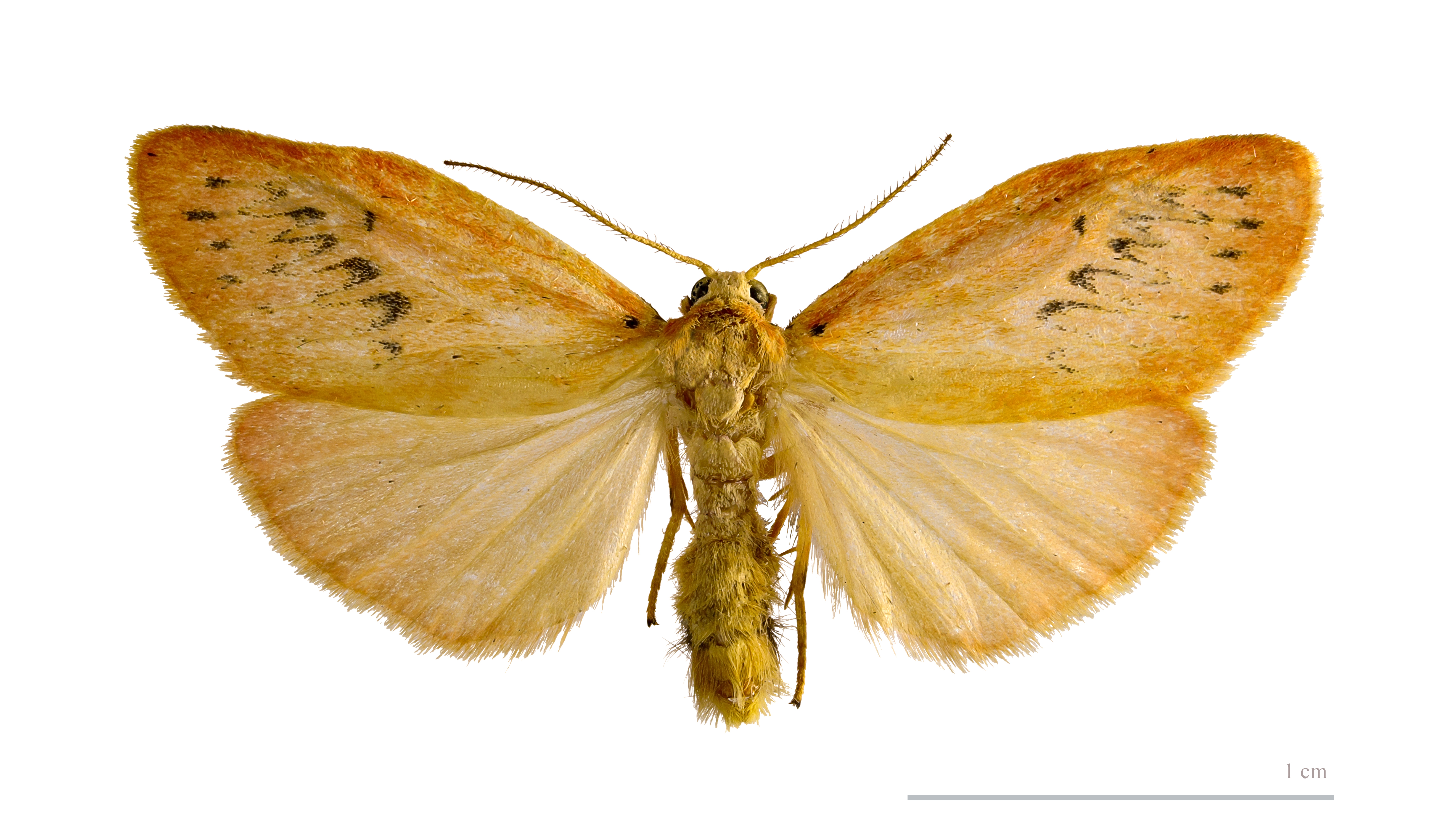
Miltochrista miniata

Het rozenblaadje (Miltochrista miniata) is een dagactieve nachtvlinder uit de familie van de spinneruilen (Erebidae), onderfamilie beervlinders (Arctiinae).

## Kenmerken
De motten bereiken een spanwijdte van 23 tot 27 millimeter en hebben een oker tot oranje lichaam.De voorvleugels, die ook gekleurd zijn, hebben een brede lichtrode voorkant en buitenrand. In de achterste helft van de vleugel is een zwarte, sterk golvende lijn en meerdere stippen van dezelfde kleur evenwijdig aan de buitenrand. Een fijne zwarte, licht golvende lijn kan ook in de buurt van de basis van de vleugel lopen. Er zijn exemplaren waarbij de vleugelrand geel gekleurd is in plaats van bleekrood.
De rupsen zijn ongeveer 17 millimeter lang en zijn zwartgrijs van kleur. Ze hebben lang, dicht, zwart haar uit het tweede segment, dat in een ring rond het segment is gerangschikt.

## Levenswijze
De rupsen leven van korstmossen in bomen waaronder groot leermos. De vliegtijd is van juni tot en met september. De volwassenen zijn nachtdieren, maar je kunt ze soms overdag bloemen zien bezoeken. De rupsen zijn te vinden vanaf augustus en na de winterslaap tot juni van het volgende jaar.
De vrouwtjes leggen hun eieren in kleine clusters op boomschors. De rupsen leven op takken van loofbomen zoals beuken, eiken en berken. Ze overwinteren onder schors en verpoppen het volgende jaar op een tak in een dicht bruinachtig web, waarin ook hun eigen haar is geweven.

## Voedsel
De rupsen voeden zich met korstmossen zoals het groot dooiermos (Xanthoria parietina). Maar ze kunnen ook met sla worden gekweekt.

## Voorkomen
De vlinder komt in geheel Europa en het gematigde deel van het Palearctisch gebied voor. Ze hebben als leefgebied zandgronden in bomenrijke gebieden. Vooral komen ze voor in warme gemengde, moeras- en heidebossen en in dichtbegroeide gebieden.